# Félicien Cozzano
Félicien Cozzano né le 25 septembre 1899 au Grau-du-Roi et décédé le 9 septembre 1953 à Paris 14e, fut conseiller de la République, puis sénateur du Soudan français de 1947 à 1953. Il a eu pour successeur Pierre Bertaux. 
Instituteur outre-mer au Soudan dès l'âge de 22 ans, il est le premier Français instituteur à Tombouctou puis dirige des écoles normales, dont celle de Kalibougono où il est révoqué en 1940 pour avoir refusé de prêter le serment de fidélité exigé par le gouvernement de Vichy. Il rentre en France, dans le Gard où il devient résistant. À la Libération, il est de retour au Soudan où il est élu au Conseil de la République par le premier collège (11 voix sur 19) apparenté SFIO. Il est ensuite réélu (de justesse), mais sous l'étiquette RPF ce qui lui vaut l'exclusion de la SFIO. 
Il est nommé secrétaire du Conseil de la République les 25 novembre 1948 et 11 janvier 1949,.
Il est également décoré de la médaille coloniale.